# Keller (Teksas)
Keller je grad u američkoj saveznoj državi Teksas. Prema popisu stanovništva iz 2010. u njemu je živjelo 39.627 stanovnika.